# Panzerkampfwagen 38(t)

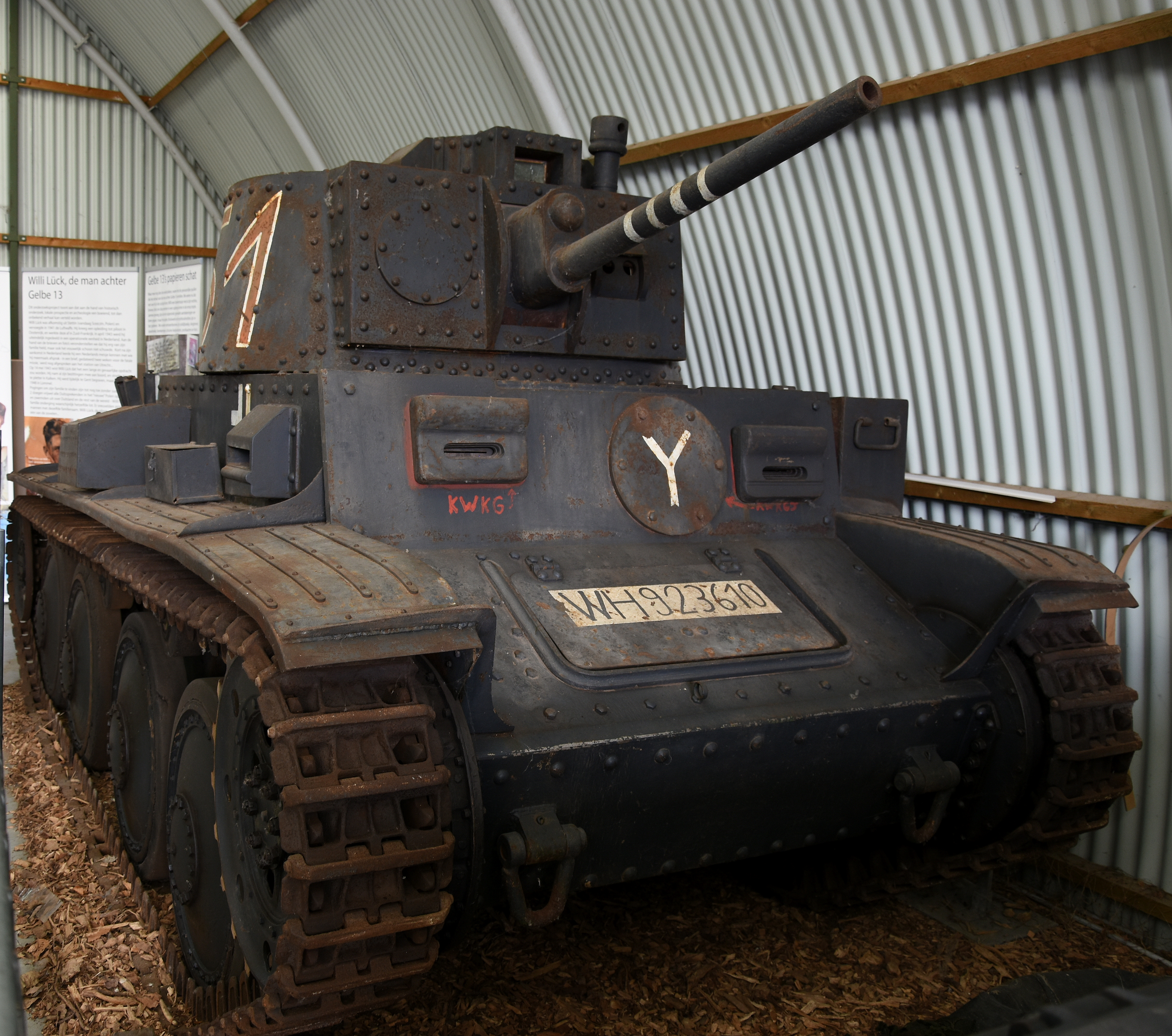
Een Praga 38(t) in het For Freedom Museum

De Panzerkampfwagen 38(t) was een Tsjecho-Slowaakse tank gebruikt door de Duitsers tijdens de Tweede Wereldoorlog. Het Tsjecho-Slowaakse leger had de tank de LT vz. 38 (Lehký Tank vzor 38 - Lichte tank model 1938) genoemd. De fabriek had vele benamingen zoals: TNH-Serie, TNHPS, LTP en LTH, maar voor de administratie van Duitse Wehrmacht werd het de PzKpfw 38(t), waarbij de "(t)" voor tsjechisch stond. In de soldatentaal werd dit al vrij snel Panzer 38.

## Beschrijving
De PzKpfw 38(t) was een conventioneel ontwerp voor tanks van vlak voor de Tweede Wereldoorlog. Het pantser was niet afgeschuind en varieerde van diktes van acht millimeter tot 25 mm in de meeste versies, latere modellen kregen echter 50 mm bepantsering aan de voorkant en rondom standaard 25 mm (Ausf E-G).
Zoals de meeste tanks van die tijd was de toren centraal geplaatst en bevatte die het hoofdwapen van de tank, een 37,2 mm Škoda A7 kanon waarvoor negentig granaten aan boord konden worden opgeslagen. Het kanon had een loop met een lengte van 47,8 cm en was bedoeld als antitankwapen. Tevens was de tank voorzien van één of twee mitrailleurs; beide van kaliber 7,92 mm. De torenmitrailleur was hier in een eigen balmantel naast het kanon gezet; dus niet strikt coaxiaal. De bestuurder zat aan de rechterkant vooraan in de tank, links van hem zat de mitrailleurschutter, die zowel de mitrailleur bediende alsook de radioverbindingen onderhield. Hij moest bovendien de granaten aanreiken; de tank had slechts een tweemanstoren, zonder lader.
De zes-cilinder EPA motor van 125 pk zat achter in de tank. Er waren vijf voorwaartse versnellingen en één achterwaarts, de besturing werd extra bekrachtigd door luchtdruk die beter geïsoleerd was dan in de Panzer LT-35. De ophanging was voorzien van grote bladveren: twee per zijde die ieder een paar grote wielen veerden. Door de robuuste ophanging was de tank erg betrouwbaar en weinig onderhoudsgevoelig.

## Ontwikkeling

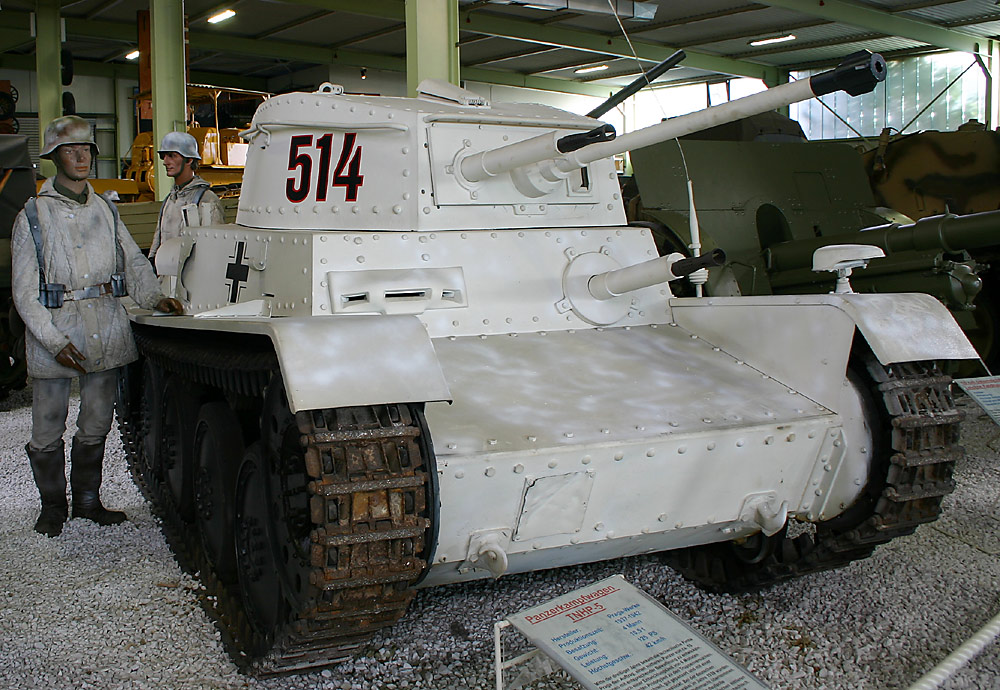
De Zwitserse LTH

In 1934 ontwikkelde de Tsjecho-Slowaakse tankfabrikant ČKD een alternatief ontwerp voor de LT-35 tank. Deze laatste werd gemaakt door concurrent Škoda. De LT-35 was te complex en had vele tekortkomingen; zijn betrouwbaarheid was gering.
ČKD's ingenieur Alexander Surin besloot om gebruik te maken van bladvering en vier grote wielen voor de nieuw te ontwikkelen tank. Het resulterende type was betrouwbaar en was een exportsucces. Het nieuwe loopwerk werd eerst gebruikt voor een lichte tank, de AH-IV, met slechts machinegeweerbewapening; deze werd eerst geleverd aan Iran, als de RH, waarvan er in 1935 vijftig werden gekocht; een tweede versie, de R-1, werd in een aantal van 35 in 1936 en 1937 geleverd aan Roemenië, en een derde, de AH-IV-Sv in een aantal van 48 vanaf 1937 aan Zweden.
In 1935 werd dit loopwerk in een vergrote versie gecombineerd met de romp van de eerder voor het Tsjecho-Slowaakse leger geproduceerde lichte LT Vz 34-tank, die een echt 37mm-kanon bezat. Het nieuwe voertuig noemde men de TNH. In 1935 bestelde Iran vijftig voertuigen. Op 17 april 1936 bestelde Zwitserland 26 voertuigen van de LTH, een aangepaste versie met 24mm-kanon. In 1938 werden 24 stuks van de LTP door Peru besteld, en 21 voertuigen van de LTL, met krachtiger motor, door Letland, die overigens wegens de bezetting door de Sovjet-Unie nooit werden geleverd. Het Verenigd Koninkrijk verwierf vlak voor de bezetting van Tsjechië ook een exemplaar en beproefde dit tussen 16 en 29 maart 1939. Het oordeel over het type was sterk afwijzend: men vond de tank veel te krap en de vaart door ruw terrein te hobbelig.
In maart 1937 verzocht het Tsjecho-Slowaakse ministerie van defensie de beide tankproducenten van het land voorstellen te doen voor een nieuw type ter aanvulling van de LT-35, dat zo snel mogelijk in massaproductie zou kunnen worden genomen. Men gaf aan zeker 400 voertuigen te zullen aanschaffen en garandeerde een eerste bestelling van 260. ČKD bood natuurlijk de TNH aan, die immers reeds uitontwikkeld was. Bij beproevingen vanaf 25 januari 1938 bleek het type superieur aan alle tegenkandidaten. Op 22 juli 1938 bestelde Tsjechoslowakije 150 voertuigen van de Typ Lt Vz.38, voor 620.146 kronen per stuk. Het lag in de bedoeling tot een maandproductie van 20 te komen. Toen de eerste tank echter in februari de fabriek verliet, was het land al opgedeeld; kort daarna werd ook de Tsjechische rompstaat bezet: geen van de tanks zou uiteindelijk het leger kunnen dienen voordat de Duitse bezetting begon.

## In Duitse dienst
Al in maart had de leiding van de fabriek contact opgenomen met de Duitsers om na de bezetting de productie voort te kunnen zetten. Duitsland had een groot gebrek aan middelzware tanks en hoewel de nu LTM 38 genoemde tank officieel een lichte tank heette, was hij met zijn 37 mm kanon niet slechter bewapend dan de Duitse middelzware Panzerkampfwagen III en veel beter dan de lichte Panzerkampfwagen I en Panzerkampfwagen II; hij was daarbij niet slechts betrouwbaarder dan de LT-35, maar ook dan de lichte Duitse tanks. De Tsjechische productiecapaciteit stelde Duitsland in de beginjaren in staat ongeveer een derde meer pantserdivisies te formeren en was zo cruciaal voor successen in die periode van de oorlog. De productie van de tank ging als Panzerkampfwagen 38(t) (de naam vanaf 16 januari 1940) door tot in juni 1942 en er werden er 1411 van gebouwd; de maandproductie had haar piek in september 1941 met 76 voertuigen. Ook werd er nog geëxporteerd naar de landen aan Duitse zijde: Hongarije nam er 102, Slowakije 69, Roemenië 50 en Bulgarije 10. Door de snelle technische ontwikkelingen tijdens de oorlog raakte het type al snel verouderd. Ze was te klein om een groter kanon in een toren te dragen; verschillende plannen daartoe werden verworpen. Vanaf 1942 werden de LT-38's vervangen of minder belangrijke taken toebedeeld.
Duitsland kon het zich echter niet veroorloven de productiecapaciteit onbenut te laten; het chassis was daarbij door zijn betrouwbaarheid uiterst bruikbaar. Een gemodificeerd chassis van de PzKpfw 38(t) werd dan ook de basis voor verschillende typen gemechaniseerd geschut, gemechaniseerde artillerie en tankjagers waaronder ook de succesvolle Duitse Jagdpanzer 38, tegenwoordig beter bekend als de "Hetzer".

### Typen
- TNHP De eerste exportversie uit 1935 voor Iran
- LTP exportversie voor Peru
- LTH exportversie voor Zwitserland
- LT vz. 38 Benaming bij het Tsjecho-Slowaaks leger
- Strv m/41 Een onder licentie gebouwde versie in Zweden met afwijkende toren
- Sav m/43 Gemechaniseerd geschut met 75mm of 105mm-kanon gebaseerd op het TNH onderstel, gebouwd door Zweden
- PzKpfw 38(t) Ausführung A: TNH tank tijdens de Duitse bezetting gebouwd, in een aantal van 150 stuks tussen mei en november 1939.
- PzKpfw 38(t) Ausführung B: 110 voertuigen gebouwd tussen januari 1940 en mei 1940.
- PzKpfw 38(t) Ausführung C: 110 voertuigen gebouwd tussen mei 1940 en augustus 1940.
- PzKpfw 38(t) Ausführung D: 105 voertuigen gebouwd tussen september 1940 en november 1940.
- PzKpfw 38(t) Ausführung E: 275 voertuigen gebouwd tussen november 1940 en mei 1941. Het pantser aan de voorkant werd 50 mm dik en de pantserplaat voor de bestuurder was niet langer gebogen maar recht.
- PzKpfw 38(t) Ausführung F: 250 voertuigen gebouwd tussen mei 1941 en oktober 1941.
- PzKpfw 38(t) Ausführung G: 90 voertuigen gebouwd tussen mei 1941 en december 1941.
- Pzkpfw 38(t) Ausführung S: 321 voertuigen gebouwd tussen oktober 1941 en juni 1942. Besteld door Zweden maar de productiecapaciteit werd gebruikt voor Duitsland; gebogen voorkant met verwijderd machinegeweer en slechts 25 mm pantser. Deze voertuigen werden ook gebruikt door Slowakije.
- Panzerkampfwagen 38 (t) neuer Art: Verkenningsvoertuig met 35 mm pantser en een snelheid van 62 km/u; alleen voorserievoertuigen gebouwd in 1942.
- Sd.Kfz. 138 Marder III Droeg een Duits 75 mm kanon in een open kazematopbouw
- Sd.Kfz. 139 Marder III Droeg een Sovjet 76,2 mm kanon in een open kazematopbouw
- Sd.Kfz. 138/1 Grille droeg een Duits 150 mm infanteriekanon; er was ook een variant die als munitievoertuig dienstdeed
- Sd.Kfz. 140 Flakpanzer 38(t) met een 20 mm luchtafweergeschut
- Jagdpanzer 38 ("Hetzer") een tankjager met een 75 mm L/48 antitankkanon
- G-13 Zwitserse benaming voor "Hetzers" na de oorlog door Tsjecho-Slowakije aan Zwitserland verkocht.

## Operationele geschiedenis
De Pzpkfw 38(t) deed, zij het in het kleine aantal van 57 (van de 78 toen geproduceerde voertuigen), tot tevredenheid dienst tijden de invasie van Polen (1939) bij de 3de Leichte Division. Aan Operatie Weserübung in Noorwegen deden geen PzKpfw 38(t) mee. In de Slag om Frankrijk in 1940 vormde het type de kern van de 7e Pantserdivisie met 99 voertuigen, en van de 8e Pantserdivisie met 131 voertuigen. Aan Operatie Marita in 1941 deed de 8e PD mee met 125 PzKpfw 38(t)'s.
De grootste inzet was in 1941 tijdens Operatie Barbarossa: 660 voertuigen, bij 7PD (174), 8PD (125), 12PD (117), 19PD (121) en 20PD (123). Daarvan waren er op 22 december 1941 nog 268 over. De verliezen waren door het lichte pantser zwaarder dan bij de andere typen middelzware en zware tanks: in juli gingen er 182 verloren, in augustus 183. Ook de vanaf maart 1942 ingezette 22e PD had 77 voertuigen. Zelfs bij het zomeroffensief van 1942 waren verschillende pantserdivisies nog met een kern van PzKpfw 38(t)'s uitgerust: 8PD (65); 19PD (35); 20PD (39) en 22PD met 114 voertuigen. Daarnaast was er nog de onafhankelijke Brigade 22 met 26 PzKpfw 38(t)'s. Aan de lage aantallen kan men zien dat de productie op zijn eind liep; bij al deze eenheden was de vervanging met PzKpfw III's al begonnen maar die verliep zeer traag zodat hun organieke sterkte gering was. De PzKpfw 38(t)'s bleken dat jaar ook kwalitatief niet opgewassen tegen de T-34 tanks van de Sovjet-Unie die in enorme aantallen de fabrieken verlieten. Na 1942 werd het type nog gebruikt als verkenningsvoertuig en bij de bestrijding van partizanen. Eind 1942 lag het bestand op 301 voertuigen.
De Flakpanzer 38(t) was niet echt een succes met het dunne pantser. Het was zelfs zo erg dat geallieerde vliegtuigen hem konden beschieten met gewone machinegeweren.
De Hetzer- en Mardermodellen tankjagers waren zeer succesvol, zeker de "Hetzer". In totaal werden er 2584 "Hetzers" geproduceerd tijdens de oorlog. Na de oorlog bleef het Tsjecho-Slowaakse leger de "Hetzers" bestellen en ook Zwitserland nam er 158 af, die dienstdeden tot in de jaren zestig.
Het verwijderen van de koepel van de PzKpfw 38(t) voor conversies naar antitankkanonnen en andere gebruiksmogelijkheden maakte het mogelijk om deze koepels te gebruiken voor het inbouwen als pantserkoepel in forten. Negen van deze koepels werden gebruikt voor het bouwen van de Atlantikwall, de rest werd verspreid over Zuidwest-Europa en het oostfront.
Een in Zweden gebouwde variant, de Sav m/43, bleef echter in actieve dienst tot 1970.